# Der Flug zur Hölle
Der Flug zur Hölle (Originaltitel: The Land Unknown) ist ein US-amerikanischer Spielfilm in Schwarzweiß von Virgil W. Vogel aus dem Jahr 1957. Das Drehbuch verfassten László Görög und William N. Robson. Es beruht auf einer Erzählung von Charles Palmer. Die Hauptrollen sind mit Jock Mahoney, Shirley Paterson, William Reynolds und Henry Brandon besetzt. In der Bundesrepublik Deutschland konnte man den Film erstmals am 15. März 1958 auf der Leinwand sehen.

## Handlung
Commander Hal Roberts leitet die Expedition, die die Aufgabe hat, in der Antarktis eine Warmwasserzone zu suchen. Mit im Hubschrauber befinden sich der Pilot Jack Carmen, der Mechaniker Steve Miller und die Journalistin Maggie Hathaway. Als das geheimnisvolle Tal in Sicht ist, fliegt der Helikopter in eine Gewitterfront. Plötzlich trifft den Hubschrauber ein heftiger Schlag mit der Folge, dass alle Mess- und Kontrollgeräte ausfallen. Woher der Schlag kam, hat keiner der Insassen gesehen: ein riesiger Pterodactylus hatte die Maschine angegriffen und wurde sogleich von den Rotoren getötet. Die Notlandung führt die Gruppe in einen tiefen Krater, der in keiner Karte eingetragen ist. Die Funksprüche prallen an den Wänden ab. Der Proviant reicht für ca. 30 Tage.
Als der Tag graut, entdeckt Steve zuerst den Kadaver des Riesenvogels, der den Helikopter zur Notlandung zwang. Hal glaubt, seine Expedition habe eine Insel aus dem Mesozoikum entdeckt. Die Gruppe muss sich nun vor allerlei fleischfressenden Pflanzen und gigantischen Sauriern schützen. Bald stoßen die Leute auf einen zottelig behaarten Mann. Es stellt sich heraus, dass es sich bei diesem um den schon lange Vermissten Dr. Carl Hunter handelt, dem einzigen Überlebenden einer früheren Expedition. Nach etlichen Abenteuern und Eifersüchteleien um die einzige Frau in der Gruppe überlässt Hunter den Männern eine Karte, aus der sie ersehen können, wo sich die restlichen Teile seines havarierten Flugzeugs befinden. Mit diesen Teilen schaffen sie es, den Hubschrauber wieder flottzubekommen und der geheimnisvollen Hölle zu entkommen.

## Kritik
Das Lexikon des internationalen Films zieht folgendes Fazit: „Naiver phantastischer Science-fiction-Film mit bescheidenen Spezialeffekten.“ Tierhorror.de urteilt: „1957 drehte Virgil W. Vogel diesen Abenteuer-Dinofilm mit einfachen Mitteln in SW. Man sieht deutlich, dass es sich bei den fantastischen Landschaften um Studiokulissen mit gemalten Hintergründen handelt. Die Dinosaurier werden zum Teil durch Warane, die auch gegeneinander kämpfen, dargestellt. Zum Einsatz kommt auch ein billig wirkender T-Rex, der von einem kostümierten Menschen dargestellt wird, und andere Modelle. Die schauspielerischen Leistungen sind gut, so dass der Film zwar sicherlich kein Meisterwerk ist und auch nicht zum Kultfilm avanciert, aber durch seine charmevolle Umsetzung durchaus seinen Reiz hat.“
Unterhaltsame Schnulze mit wirkungsvollen Spezialeffekten und Ungeheuern, die die schauspielerischen Leistungen klar in den Schatten stellen.
Hahn/Jansen, S. 166

## Quelle
- Programm zum Film: Das Neue Film-Programm, erschienen im Verlag Heinrich Klemmer, Mannheim, ohne Nummernangabe